# Паїсій Образцов
Паїсій Образцов (в миру Олексій  Образцов; 1888 — 29 жовтня 1953, Воронеж) — релігійний діяч в Україні та Білорусі. Єпископ Чернігівський Московської патріархії.  

## Життєпис
Народився в бідній родині. Батько помер рано, і виховувала його одна мати. Разом з матір'ю з раннього дитинства Олексій відвідував храм. 
У 1911 закінчив Тамбовську духовну семінарію. 
15 лютого 1911 висвячений на священника. Служив у Тамбовській і Воронезькій єпархіях. 
У 1925 возведений у сан протоієрея. 
У 1944 — настоятель Микільської церкви у Воронежі. 
6 вересня 1944 в Хрестовій Патріаршій церкві пострижений в чернецтво з ім'ям Паїсій патріаршим місцеблюстителем митрополитом Алексієм Симанським. 
7 вересня в залі засідань Священного Синоду при Московській патріархії відбулося наречення ієромонаха Паїсія Образцова на єпископа Брестського, а 8 вересня в день престольного свята Вишгородської ікони Божої Матері в Хрестовій Патріаршій церкві за божественною літургією була звершена його архієрейська хіротонія.  
Хіротонію здійснювали: Патріарший місцеблюститель митрополит Санкт-Петербурзький і Новгородський Алексій Симанський, митрополит Крутицький Миколай Ярушевич і єпископ Можайський Макарій Даєв. 
14 лютого 1945 переміщений на Саратовську і Вольську єпархію. 
13 січня 1947 призначений єпископом Чернігівським і Ніжинським. 
12 травня 1947 звільнений від служіння в Чернігівській єпархії за його особистим проханням. 
19 червня 1947 — єпископ Іванівський і Кінешемський. 
З 3 червня 1948 — єпископ Брестський і Кобринський. 
З 18 листопада 1948 — єпископ Гродненський і Брестський. 
З 28 лютого 1949 — єпископ Гродненський і Лідський. 
13 грудня 1949 звільнений на спокій, у зв'язку із особистим проханням. 
З 31 жовтня 1950 — єпископ Пінський і Лунинецький (Поліський). 
З 15 листопада 1952 — єпископ Ульяновський і Мелекеський. 
28 січня 1953 звільнений на спокій, відповідно до прохання через хворобу. Переїхав до рідного Воронежа. Тяжко хворів. 
Помер 29 жовтня 1953 у Воронежі. 